# Norges herrlandslag i ishockey
Norges herrlandslag i ishockey representerar Norge i ishockey för herrar.

## Historik

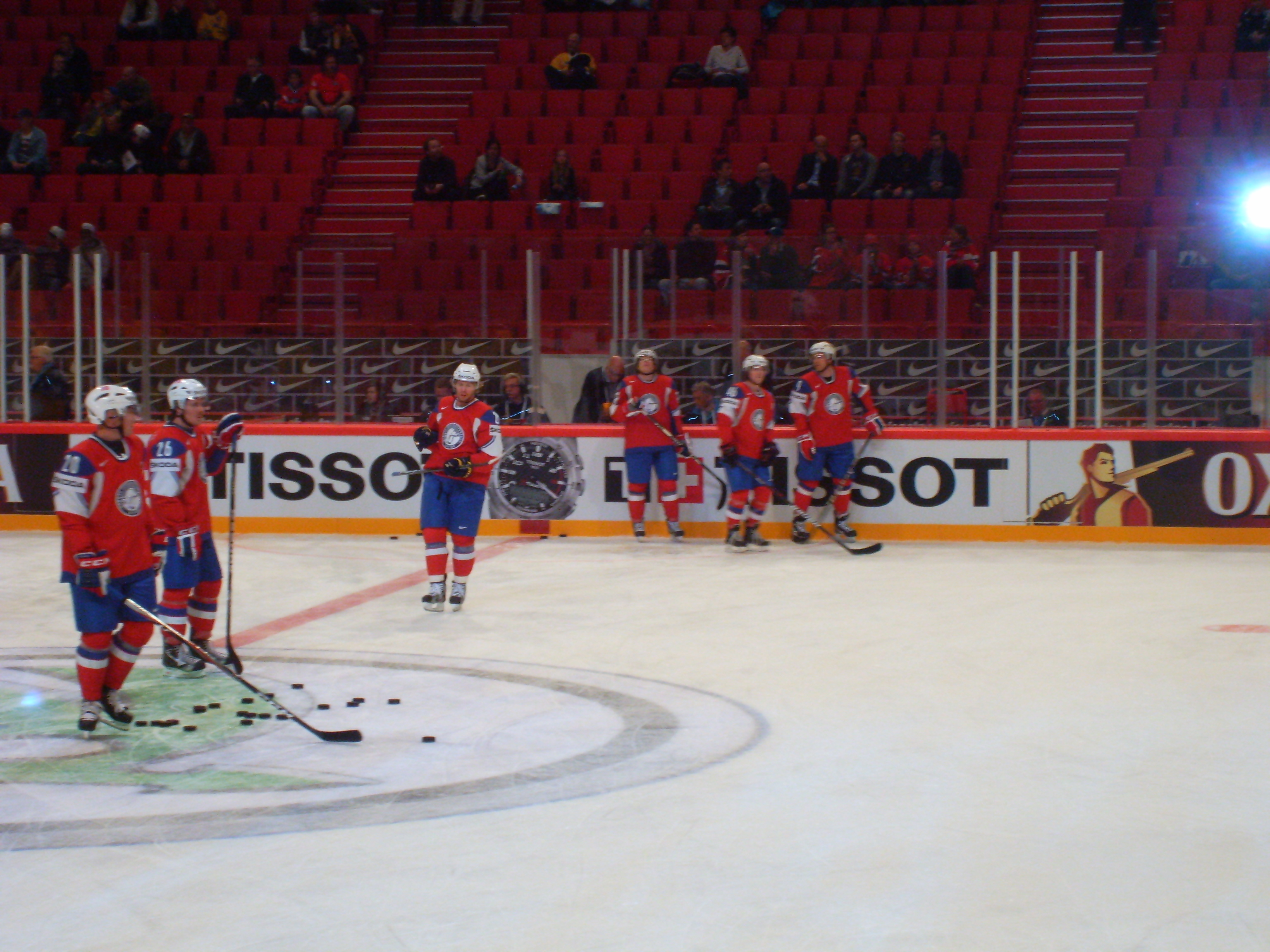
Spelare i Norge under ishockey-VM 2012.

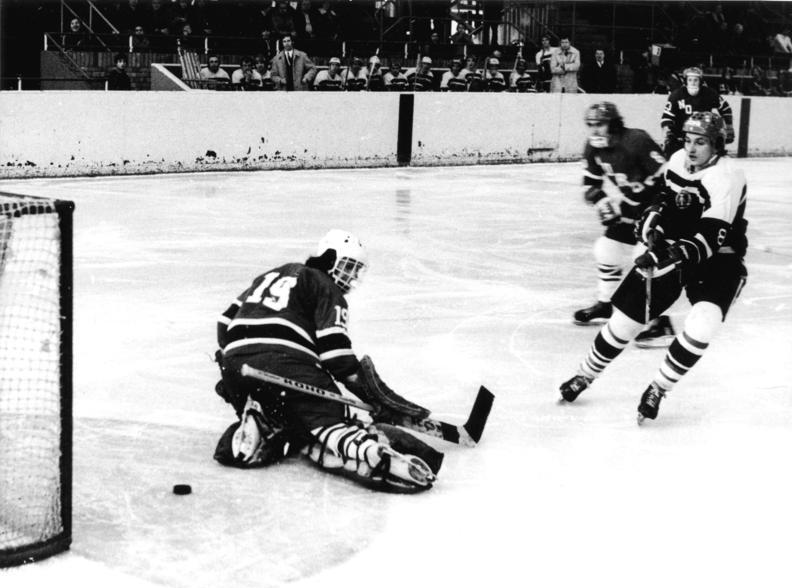
Ishockeylandskamp mellan Östtyskland och Norge (6-2) i Östberlin 1974.

Första landskampen spelades i februari 1937, och förlorades med 0-7 mot det dåvarande Tjeckoslovakien vid det årets världsmästerskap i Storbritannien, vilket följdes upp med 2-13 mot Schweiz och Norge slutade sist i sin grupp.
Under 1950- och 60-talen spelade Norge "hyfsat", och de största meriterna är brons vid kombinerade världs- och Europamästerskapen 1951 i Paris i Frankrike och 1962 i delstaten Colorado i USA.
1970- och 80-talen blev en stor "djupdykning", med spel i B-, och till och med C-gruppen 1973, 1975 och 1986. Norge tog sig dock vidare alla dessa gånger utan att förlora en match. Däremot kvalade man in till de olympiska turneringarna 1980, 1984, 1988, 1992 samt deltog, i egenskap av arrangör, 1994.
Norge vann B-VM på hemmplan 1989 och kvalificerade sig därmed för första gången för VM:s A-grupp sedan 1966, och de kommande 15 åren pendlade man mellan bottenskiktet i A-VM och toppskiktet i B-VM (B-VM som sedan 2001 är Division I-VM). Vid världsmästerskapet år 2000 i Ryssland gick Norge till mellanrundan, efter att ha slagit Kanada med 4-3 och Japan med 9-0 i det inledande gruppspelet. Vid världsmästerskapet 2006 i Lettland lyckades Norge åter nå mellanrundan. Vid världsmästerskapet 2008 i Kanada skrällde Norge rejält i gruppspelet genom att hålla lika med Kanada fram tills 56:e matchminuten, då Kanada vände ställningen och vann med 2-1. Vid samma turnering lyckades Norge för första gången nå det kvartsfinalspel vid världsmästerskap och olympiska turneringar som introducerades 1992. Väl där förlorade man dock mot Kanada, som vann med 8-2, ett tag var dock ställningen 2-2. 
Den 8 februari 2009 kvalade Norge in till 2010 års olympiska turnering i Vancouver i Kanada. Väl där gick Norge till kvartsfinalkval, där man åkte ut mot Slovakien med 3-4.
Vid världsmästerskapet 2011 i Slovakien skrällde Norge med att besegra Sverige med 6-5 på straffar i inledningsmatchen. Norge gick sedan till kvartsfinal, där man dock fick stryk mot Finland med 1-4.

## Profiler
- Anders Bastiansen
- Anders Myhrvold
- Espen Knutsen
- Atle Olsen
- Patrick Thoresen
- Per-Åge Skrøder
- Ole-Kristian Tollefsen
- Mats Zuccarello Aasen
- Tore Vikingstad
- Marius Holtet
- Jonas Holøs
- Mathis Olimb
- Mads Hansen
- Eerik Koivu
- Mats Trygg
- Morten Ask
- Tommy Jakobsen
- Martin Røymark

## OS-turneringar
- 1948 - OS i Sankt Moritz, Schweiz - deltog ej
- 1952 - OS i Oslo, Norge - nia
- 1956 - OS i Cortina d'Ampezzo, Italien - deltog ej
- 1960 - OS i Squaw Valley, USA - deltog ej
- 1964 - OS i Innsbruck, Österrike - tia
- 1968 - OS i Grenoble, Frankrike - elva
- 1972 - OS i Sapporo, Japan - åtta
- 1976 - OS i Innsbruck, Österrike - deltog ej
- 1980 - OS i Lake Placid, USA - elva
- 1984 - OS i Sarajevo, Jugoslavien - tolva
- 1988 - OS i Calgary, Kanada - tolva
- 1992 - OS i Albertville, Frankrike - nia
- 1994 - OS i Lillehammer, Norge - elva
- 1998 - OS i Nagano, Japan - kvalificerade sig inte
- 2002 - OS i Salt Lake City, USA - kvalificerade sig inte
- 2006 - OS i Turin, Italien - kvalificerade sig inte
- 2010 - OS i Vancouver, Kanada - tia
- 2014 - OS i Sotji, Ryssland - tolva
- 2018 - OS i Pyeongchang, Sydkorea - åtta
- 2022 - OS i Peking, Kina - deltog ej

## VM-turneringar
- 1937 - A-VM i Storbritannien - nia, 2 matcher, 0 segrar, 0 oavgjorda, 2 förluster, 2 gjorda mål, 20 insläppta mål, 0 poäng.
- 1938 - A-VM i Tjeckoslovakien - fjortonde (sist), 4 matcher, 0 segrar, 0 oavgjorda, 4 förluster, 2 gjorda mål, 26 insläppta mål, 0 poäng.
- 1949 - A-VM i Sverige - åtta, 5 matcher, 2 segrar, 0 oavgjorda, 3 förluster, 21 gjorda mål, 27 insläppta mål, 4 poäng.
- 1950 - A-VM i Storbritannien - sexa, 7 matcher, 1 seger, 0 oavgjorda, 6 förluster, 26 gjorda mål, 47 insläppta mål, 2 poäng.
- 1951 - A-VM i Frankrike - fyra, 6 matcher, 2 segrar, 0 oavgjorda, 4 förluster, 10 gjorda mål, 27 insläppta mål, 4 poäng.
- 1952 - A-VM (OS) i Norge (hemmaplan) - nia (sist), 8 matcher, 0 segrar, 0 oavgjorda, 8 förluster, 15 gjorda mål, 46 insläppta mål, 0 poäng.
- 1954 - A-VM i Sverige - åtta (sist), 7 matcher, 1 seger, 0 oavgjorda, 6 förluster, 6 gjorda mål, 43 insläppta mål, 2 poäng.
- 1958 - A-VM i Norge (hemmaplan) - sjua (näst sist), 7 matcher, 1 seger, 0 oavgjorda, 6 förluster, 12 gjorda mål, 44 insläppta mål, 2 poäng.
- 1959 - A-VM i Tjeckoslovakien - åtta, 8 matcher, 4 segrar, 1 oavgjord, 3 förluster, 30 gjorda mål, 46 insläppta mål, 9 poäng.
- 1961 - A-VM kval i Schweiz - 1 match, 0 segrar, 0 oavgjorda, 1 förlust, 3 gjorda mål, 6 insläppta mål, 0 poäng.
- 1961 - B-VM i Schweiz - etta (guld), 5 matcher, 4 segrar, 0 oavgjorda, 1 förlust, 27 gjorda mål, 9 insläppta mål, 8 poäng.
- 1962 - A-VM i USA - femma, 7 matcher, 3 segrar, 0 oavgjorda, 4 förluster, 32 gjorda mål, 54 insläppta mål, 6 poäng.
- 1963 - B-VM i Sverige - etta (guld), 6 matcher, 5 segrar, 0 oavgjorda, 1 förlust, 35 gjorda mål, 15 insläppta mål, 10 poäng.
- 1964 - A-VM (OS) i Österrike - tia, 7 matcher, 5 segrar, 0 oavgjorda, 2 förluster, 40 gjorda mål, 19 insläppta mål, 10 poäng.
- 1965 - A-VM kval i Finland - etta, 1 match, 1 seger, 0 oavgjorda, 0 förluster, 5 gjorda mål, 4 insläppta mål, 2 poäng.
- 1965 - A-VM i Finland - åtta (sist), 7 matcher, 0 segrar, 0 oavgjorda, 7 förluster, 12 gjorda mål, 56 insläppta mål, 0 poäng.
- 1966 - B-VM i Jugoslavien - fyra, 7 matcher, 4 segrar, 0 oavgjorda, 3 förluster, 28 gjorda mål, 17 insläppta mål, 8 poäng.
- 1967 - B-VM i Österrike - trea (brons), 7 matcher, 4 segrar, 1 oavgjord, 2 förluster, 35 gjorda mål, 21 insläppta mål, 9 poäng.
- 1968 - A-VM (OS) i Frankrike - elva, 5 matcher, 3 segrar, 0 oavgjorda, 2 förluster, 15 gjorda mål, 15 insläppta mål, 6 poäng.
- 1969 - B-VM i Jugoslavien - femma, 7 matcher, 2 segrar, 2 oavgjorda, 3 förluster, 26 gjorda mål, 35 insläppta mål, 6 poäng.
- 1970 - B-VM i Rumänien - trea (brons), 7 matcher, 3 segrar, 2 oavgjorda, 2 förluster, 26 gjorda mål, 28 insläppta mål, 8 poäng.
- 1971 - B-VM i Schweiz - fyra, 7 matcher, 4 segrar, 0 oavgjorda, 3 förluster, 37 gjorda mål, 32 insläppta mål, 8 poäng.
- 1972 - B-VM i Rumänien - sjua (sist), 6 matcher, 0 segrar, 1 oavgjord, 5 förluster, 15 gjorda mål, 41 insläppta mål, 1 poäng.
- 1973 - C-VM i Nederländerna - etta (guld), 7 matcher, 7 segrar, 0 oavgjorda, 0 förluster, 53 gjorda mål, 14 insläppta mål, 14 poäng.
- 1974 - B-VM i Jugoslavien - sjua (näst sist), 7 matcher, 1 seger, 1 oavgjord, 5 förluster, 18 gjorda mål, 31 insläppta mål, 3 poäng.
- 1975 - C-VM i Bulgarien - etta (guld), 6 matcher, 4 segrar, 2 oavgjorda, 0 förluster, 44 gjorda mål, 8 insläppta mål, 10 poäng.
- 1976 - B-VM i Schweiz - trea (brons), 7 matcher, 4 segrar, 0 oavgjorda, 3 förluster, 29 gjorda mål, 21 insläppta mål, 8 poäng.
- 1977 - B-VM i Japan - fyra, 8 matcher, 4 segrar, 2 oavgjorda, 2 förluster, 30 gjorda mål, 30 insläppta mål, 10 poäng.
- 1978 - B-VM i Jugoslavien - sexa, 7 matcher, 2 segrar, 1 oavgjord, 4 förluster, 29 gjorda mål, 34 insläppta mål, 5 poäng.
- 1979 - B-VM i Rumänien - fyra, 7 matcher, 3 segrar, 0 oavgjorda, 4 förluster, 21 gjorda mål, 33 insläppta mål, 6 poäng.
- 1981 - B-VM i Italien - sexa, 7 matcher, 2 segrar, 0 oavgjorda, 5 förluster, 21 gjorda mål, 39 insläppta mål, 4 poäng.
- 1982 - B-VM i Österrike - fyra, 7 matcher, 3 segrar, 0 oavgjorda, 4 förluster, 24 gjorda mål, 43 insläppta mål, 6 poäng.
- 1983 - B-VM i Japan - fyra, 7 matcher, 4 segrar, 0 oavgjorda, 3 förluster, 29 gjorda mål, 28 insläppta mål, 8 poäng.
- 1985 - B-VM i Schweiz - sjua, 7 matcher, 2 segrar, 0 oavgjorda, 5 förluster, 28 gjorda mål, 38 insläppta mål, 4 poäng.
- 1986 - C-VM i Spanien - etta (guld), 7 matcher, 6 segrar, 1 oavgjord, 0 förluster, 61 gjorda mål, 14 insläppta mål, 13 poäng.
- 1987 - B-VM i Italien - tvåa (silver), 7 matcher, 5 segrar, 1 oavgjord, 1 förlust, 33 gjorda mål, 25 insläppta mål, 11 poäng.
- 1989 - B-VM i Norge (hemmaplan) - etta (guld), 7 matcher, 5 segrar, 1 oavgjord, 1 förlust, 28 gjorda mål, 16 insläppta mål, 11 poäng.
- 1990 - A-VM i Schweiz - åtta (sist), 10 matcher, 1 seger, 1 oavgjord, 8 förluster, 21 gjorda mål, 61 insläppta mål, 3 poäng.
- 1991 - B-VM i Jugoslavien - tvåa (silver), 7 matcher, 5 segrar, 0 oavgjorda, 2 förluster, 26 gjorda mål, 13 insläppta mål, 10 poäng.
- 1992 - A-VM i Tjeckoslovakien - tia, 5 matcher, 1 seger, 0 oavgjorda, 4 förluster, 8 gjorda mål, 16 insläppta mål, 2 poäng.
- 1993 - A-VM i Tyskland - elva, 7 matcher, 2 segrar, 0 oavgjorda, 5 förluster, 13 gjorda mål, 25 insläppta mål, 4 poäng.
- 1994 - A-VM i Italien - elva, 6 matcher, 1 seger, 2 oavgjorda, 3 förluster, 14 gjorda mål, 23 insläppta mål, 4 poäng.
- 1995 - A-VM i Sverige - tia, 5 matcher, 1 seger, 0 oavgjorda, 4 förluster, 9 gjorda mål, 18 insläppta mål, 2 poäng.
- 1996 - A-VM i Österrike - nia, 5 matcher, 1 seger, 2 oavgjorda, 2 förluster, 6 gjorda mål, 11 insläppta mål, 4 poäng.
- 1997 - A-VM i Finland - tolva (sist), 8 matcher, 0 segrar, 1 oavgjord, 7 förluster, 13 gjorda mål, 32 insläppta mål, 1 poäng.
- 1998 - B-VM i Slovenien - femma, 7 matcher, 3 segrar, 0 oavgjorda, 4 förluster, 21 gjorda mål, 19 insläppta mål, 6 poäng.
- 1999 - A-VM i Norge (hemmaplan) - tolva, 6 matcher, 1 seger, 0 oavgjorda, 5 förluster, 10 gjorda mål, 26 insläppta mål, 2 poäng.
- 2000 - A-VM kval i Frankrike/Nederländerna - 4 matcher, 2 segrar, 1 oavgjord, 1 förlust, 9 gjorda mål, 9 insläppta mål, 5 poäng.
- 2000 - A-VM i Ryssland - tia, 6 matcher, 2 segrar, 1 oavgjord, 3 förluster, 19 gjorda mål, 24 insläppta mål, 5 poäng.
- 2001 - VM i Tyskland - femtonde (näst sist), 6 matcher, 0 segrar, 2 oavgjorda, 4 förluster, 9 gjorda mål, 22 insläppta mål, 2 poäng.
- 2002 - VM Division I i Ungern - trea (brons), 5 matcher, 3 segrar, 0 oavgjorda, 2 förluster, 26 gjorda mål, 11 insläppta mål, 6 poäng.
- 2003 - VM Division I i Kroatien - tvåa (silver), 5 matcher, 4 segrar, 0 oavgjorda, 1 förluster, 19 gjorda mål, 9 insläppta mål, 8 poäng.
- 2004 - VM Division I i Norge (hemmaplan) - tvåa (silver), 5 matcher, 3 segrar, 1 oavgjord, 1 förlust, 31 gjorda mål, 14 insläppta mål, 7 poäng.
- 2005 - VM Division I i Ungern - etta (guld), 5 matcher, 5 matcher, 4 segrar, 1 oavgjord, 0 förluster, 43 gjorda mål, 8 insläppta mål, 9 poäng.
- 2006 - VM i Lettland - elva, 6 matcher, 1 seger, 0 oavgjorda, 5 förluster, 11 gjorda mål, 23 insläppta mål, 2 poäng.
- 2007 - VM i Ryssland - fjortonde, 6 matcher, 1 seger, 4 förluster, 1 sudden deaths-/straffläggningsseger, 0 sudden deaths-/straffläggningsförluster, 17 gjorda mål, 21 insläppta mål, 5 poäng.
- 2008 - VM i Kanada - åtta, 7 matcher, 1 seger, 5 förluster, 0 sudden deaths-/straffläggningssegrar, 1 sudden deaths-/straffläggningsförlust, 11 gjorda mål, 33 insläppta mål, 4 poäng.
- 2009 - VM i Schweiz - elva, 6 matcher, 0 segrar, 3 förluster, 1 sudden deaths-/straffläggningssegrar, 2 sudden deaths-/straffläggningsförluster, 12 gjorda mål, 25 insläppta mål, 4 poäng.
- 2010 - VM i Tyskland - nia, 6 matcher, 3 segrar, 3 förluster, 0 sudden deaths-/straffläggningssegrar, 0 sudden deaths-/straffläggningsförluster, 14 gjorda mål, 27 insläppta mål, 9 poäng.
- 2011 - VM i Slovakien - sexa, 7 matcher, 3 segrar, 3 förluster, 1 sudden deaths-/straffläggningsseger, 0 sudden deaths-/straffläggningsförluster, 23 gjorda mål, 19 insläppta mål, 11 poäng.
- 2012 - VM i Finland/Sverige - åtta, 8 matcher, 4 segrar, 3 förluster, 0 sudden deaths-/straffläggningssegrar, 1 sudden deaths-/straffläggningsförlust, 35 gjorda mål, 24 insläppta mål, 13 poäng.
- 2013 - VM i Sverige/Finland - tia, 7 matcher, 3 segrar, 4 förluster, 0 sudden deaths-/straffläggningssegrar, 0 sudden deaths-/straffläggningsförluster, 12 gjorda mål, 26 insläppta mål, 9 poäng.
- 2014 - VM i Vitryssland - tolva, 7 matcher, 2 segrar, 4 förluster, 0 sudden deaths-/straffläggningssegrar, 1 sudden deaths-/straffläggningsförlust, 16 gjorda mål, 19 insläppta mål, 7 poäng.
- 2015 - VM i Tjeckien - elva, 7 matcher, 2 segrar, 5 förluster, 0 sudden deaths-/straffläggningssegrar, 0 sudden deaths-/straffläggningsförluster, 12 gjorda mål, 23 insläppta mål, 6 poäng.
- 2016 - VM i Ryssland - tia, 7 matcher, 2 segrar, 4 förluster, 1 sudden deaths-/straffläggningsseger, 0 sudden deaths-/straffläggningsförluster, 13 gjorda mål, 22 insläppta mål, 8 poäng.
- 2017 - VM i Tyskland/Frankrike - tolva, 7 matcher, 2 segrar, 3 förluster, 0 sudden deaths-/straffläggningssegrar, 2 sudden deaths-/straffläggningsförluster, 13 gjorda mål, 19 insläppta mål, 8 poäng.

## VM-statistik

### 1937-2006
| VM-Turneringar    | Matcher | Segrar | Oavgjorda | Förluster | Gjorda mål | Insläppta mål | Poäng |
| ----------------- | ------- | ------ | --------- | --------- | ---------- | ------------- | ----- |
| A-VM              | 150     | 33     | 11        | 106       | 356        | 751           | 77    |
| B-VM/Division I   | 171     | 79     | 14        | 78        | 685        | 610           | 172   |
| C-VM/Division II  | 20      | 17     | 3         | 0         | 158        | 36            | 37    |
| D-VM/Division III | 0       | 0      | 0         | 0         | 0          | 0             | 0     |

### 2007-
| VM-Turneringar | Matcher | Segrar | Förluster | Sudden deaths-/Straffläggningssegrar | Sudden deaths-/Straffläggningsförluster | Gjorda mål | Insläppta mål | Poäng |
| -------------- | ------- | ------ | --------- | ------------------------------------ | --------------------------------------- | ---------- | ------------- | ----- |
| VM             | 75      | 23     | 41        | 4                                    | 7                                       | 178        | 258           | 84    |
| Division I     | 0       | 0      | 0         | 0                                    | 0                                       | 0          | 0             | 0     |
| Division II    | 0       | 0      | 0         | 0                                    | 0                                       | 0          | 0             | 0     |
| Division III   | 0       | 0      | 0         | 0                                    | 0                                       | 0          | 0             | 0     |

- ändrat poängsystem efter VM 2006, där seger ger 3 poäng istället för 2 och att matcherna får avgöras genom sudden death (övertid) och straffläggning vid oavgjort resultat i full tid. Vinnaren får där 2 poäng, förloraren 1 poäng.